# The Four Horsemen of the Apocalypse (pel·lícula de 1921)
 The Four Horsemen of the Apocalypse és una pel·lícula muda dirigida per Rex Ingram per a la Metro i protagonitzada per Rodolfo Valentino i Alice Terry, entre d'altres. La pel·lícula es va estrenar el 6 de març de 1921. Esta basada en la novel·la homònima de Vicente Blasco Ibáñez (1916). Rodolfo Valentino, que fins aleshores havia estat un actor poc conegut es va convertir de la nit al dia en una gran estrella i la seva imatge va quedar associada a del “latin lover”. Anys més tard, el 1962, la Metro va rodar una nova versió (Els quatre genets de l'apocalipsi) amb Glenn Ford en el paper de Julio Desnoyers. El 1995, el National Film Registry de la Biblioteca del Congrés dels Estats Units la va seleccionar per a la seva preservació degut al seu interès cultural, històric o estètic.

## Argument
Julio Madariaga és un ric propietari argentí que té dues filles. Louise, la gran, està casada amb el francès Marcelo Desnoyers; Elena, la petita, ho està amb l'alemany Karl von Hartrott, al qual el seu pare no pot veure. Elena té tres fills abans que Marcelo i Louise tinguin el seu fill, Julio, que és el preferit del vell Madariaga, Aquest, en créixer Julio, se l'emporta pels locals sòrdids del barri de La Boca. En un d'aquests bars Julio balla el tango amb una dona en una de les seqüències més famoses de la pel·lícula.
Poc temps després el vell Madariaga mor i es produeix el trencament de la família que decideixen tornar a Europa, l'una a França i l'altra a Alemanya. A Paris, Julio viu la vida com a futur artista i ballarí en els cafès. El pare de Julio ha esdevingut un col·leccionista de mobles antics i compra un vell castell a la vila familiar de Villeblanche per poder-los tenir. Julio s'enamora de Marguerite Laurier, la dona d'Etienne Laurier, un amic del seu pare, molt més gran que ella. L'afer es descobert i la parella es divorcia per evitar l'escàndol.
Un dia, Julio és previngut pel místic Tchernoff, que viu al pis de sobre el seu, que la profecia relativa als quatre genets de l'Apocalipsi, la gana, la guerra, la fam i la mort, estan a punt de complir-se. Ben aviat es declara la guerra. Etienne Laurier s'enrola a l'exercit i Marguerite, presa dels remordiments, es fa infermera. Etienne es ferit i queda cec a la batalla. Acaba en un hospital a Lourdes on hi treballa la seva ex-dona que es cuida d'ell. Julio viatja a Lourdes per veure-la però en descobrir-los junts s'avergonyeix del seu estil de vida i decideix també enrolar-se a l'exèrcit francès.
Mentrestant, l'exèrcit alemany, després de la primera batalla del Marne ocupa Villeblanche de Marcelo que es veu obligat a acollir en el seu castell l'staff del general entre els que es troba un dels tres nebots d'aquest. Tot i que el nebot l'intenta protegir, al final és detingut després d'una baralla en la que un dels oficials es vol aprofitar d'una dona. Marcelo ha de ser executat però se salva en el darrer moment gràcies al contraatac francès però el castell és destruït.

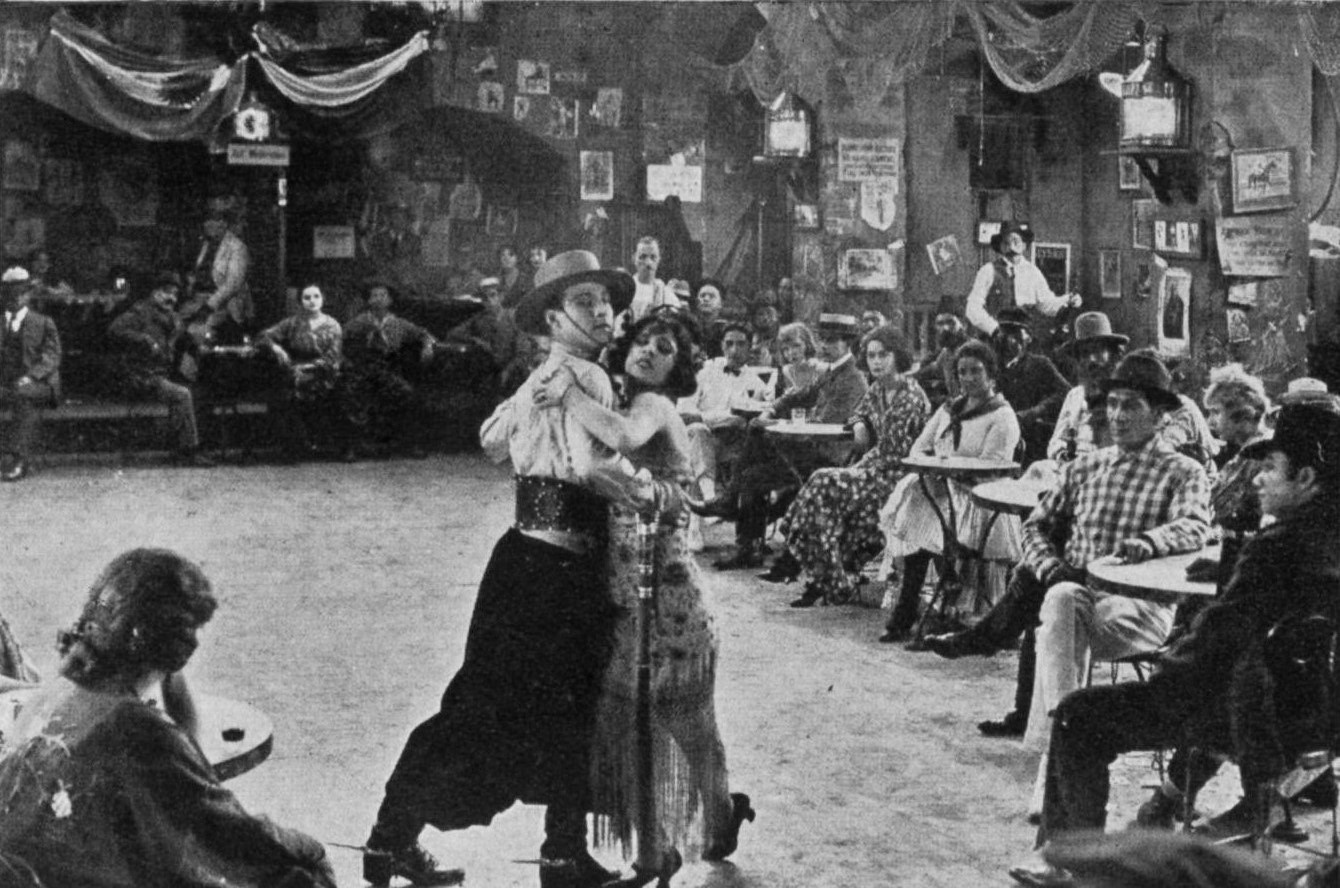
Rodolfo Valentino en l'escena del tango

Quatre anys més tard Julio ha esdevingut un soldat reputat pel seu valor però durant una missió en terra de ningú es troba el darrer dels seus cosins que encara viu i en aquell moment una bomba els mata a tots dos. Mentrestant, a Paris Marguerite està temptada d'abandonar Etienne però en aquell moment el fantasma de Julio la convenç que continuï cuidant d'ell. En l'escena final, Marcelo Desnoyers es troba en un cementiri militar ple de creus blanques davant la tomba del seu fill quan apareix Tchernoff. Marcelo li pregunta si ell el va conèixer i l'home respon, assenyalant totes les tombes, que els va conèixer a tots, i en aquell moment mostra al pobre pare com els quatre genets s'allunyen ver el cel en senyal del fi de la guerra.

## Repartiment
- Pomeroy Cannon (Julio Madariaga)
- Josef Swickard (Marcelo Desnoyers)
- Bridgetta Clark (Doña Luisa)
- Rodolfo Valentino (Julio Desnoyers)
- Virginia Warwick (Chichi)
- Alan Hale (Karl von Hartrott)
- Mabel Van Buren (Elena)
- Stuart Holmes (Otto von Hartrott)
- John St. Polis (Etienne Laurier)
- Alice Terry (Marguerite Laurier)
- Mark Fenton (Senador Lacour)
- Derrik Ghent (René Lacour)
- Nigel De Brulier (Tchernoff)
- Brodwitch Turner (Argensola)
- Edward Connelly (Lodgekeeper)
- Wallace Beery (tinent coronel von Richthosen)
- Harry Northrup (el general)
- Arthur Hoyt (tinent Schnitz)
- Brinsley Shaw (Celendonio)
- Jean Hersholt (professor von Hartrott)
- Henry Klaus (Heinrick von Hartrott)
- Georgia Woodthorpe (dona de Lodgekeeper)
- Kathleen Key (Georgette)
- Jacques D'Aurey (capità D'Aubrey)
- Curt Rehfeld (major Blumhardt)
- Mlle. Dolorez (Mlle. Lucette, la model)
- Bull Montana (el majordom francès)
- Isabel Keith (la dona alemanya)
- Jacques Lanoe (el seu marit)
- Noble Johnson (Conquest)
- Minnehaha (la vella infermera)
- Beatrize Dominguez (ballarina)
- Xavier Cugat (violinista en el tango)
- Rose Dione (porta la bandera)

A més, van actuar com a extres Richard Arlen i Ramon Novarro.

## Fitxa Tècnica
- Direcció: Rex Ingram
- Ajudant de direcció: Walter Mayo[3]
- Història: Vicente Blasco Ibañez
- Guió: June Mathis
- Càmera: John Seitz
- Directors tècnics: Amos Myers i Joseph Calder

## Producció
La Metro, dirigida en aquell moment per Marcus Loew, va comprar els drets de la novel·la per 20.000 dòlars davant la insistència de l'escriptora June Mathis, cap del departament de guions de la productora. Un cop aconseguits els drets, també va ser ella qui va escollir Rex Ingram, amb qui havia col·laborat a Hearts are Trump (1920) com a director i Valentino, al qual havia vist en el seu paper a Eyes of Youth (1919) per al paper de Julio. Mathis i Ingram van col·laborar en el guió eliminant les parts més anti-alemanyes de la novel·la i afegint l'escena del tango per introduir el personatge de Julio. Blasco Ibañez es va traslladar a Hollywood per també col·laborar en el guió.

Ingram, amb només 27 anys es va enfrontar per primera vegada a una gran producció. Algunes de les escenes exteriors van ser filmades simultàniament per unes 12-14 càmeres diferents. Buscant la fidelitat, el director va contractar com assessors antics combatents dels dos bàndols. El poble de Villeblanche va ser construït darrera el Griffith park, a Los Angeles, i la seva destrucció va haver de ser filmada d'una sola vegada. La pel·lícula va ser la més costosa de la Metro fins aquell moment i va tenir un cost de 640.000 dòlars. Part de les obres d'art presents al castell van ser prestades pels seus propietaris davant l'interés que despertava la producció de la pel·lícula.

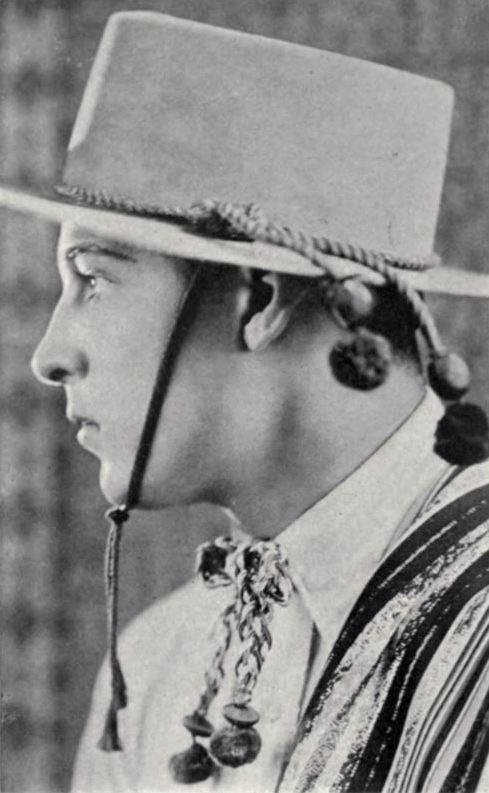
Valentino en el paper de Julio Desnoyers

La Metro preocupada per les possibles pèrdues si la pel·lícula no era l'èxit que esperaven, va fer filmar un final alternatiu en el que Julio es recuperava de les seves ferides, Etienne moria i Julio i Marguerite es casaven en una festa a la hisenda argentina del vell Madariaga. La Metro va mostrar els dos finals als exhibidors que de manera general van preferir l'original de Blasco Ibañez. En total, la posada en escena de la novel·la va tardar uns 6 mesos.
Va ser la pel·lícula que va obtenir uns majors ingressos aquell 1921, fins i tot per sobre the The Kid the Charlie Chaplin. Es calcula que va ingressar uns 9 milions de dòlars i que és la sisena pel·lícula muda amb més ingressos de la història.